# Volker Bruch
Volker Bruch, född 9 mars 1980 i München i dåvarande Västtyskland, är en tysk skådespelare. Han är mest känd i Sverige för sin huvudroll i tv-serien Babylon Berlin samt medverkan i Krigets unga hjärtan. Han hade även en roll i filmen The Girl in the Spider's Web (2018).

## Tv-serier/filmer (urval)
- The Reader (2008)
- Hemlig agent (2008)
- Der Baader Meinhof Komplex (2008)
- The Red Baron (2008)
- Goethe! (2010)
- Nanga Parbat (2010)
- Westwind (2011)
- Treasure Guards (2011, tv-film)
- Krigets unga hjärtan (2013, tv-miniserie)
- Tour de Force (2014)
- Babylon Berlin - Säsong 1 & 2 (2017, tv-serie)
- The Girl in the Spider's Web (2018)
- Babylon Berlin - Säsong 3 (2020, tv-serie)
- Babylon Berlin - Säsong 4 (2022, tv-serie)